# Huỳnh quang

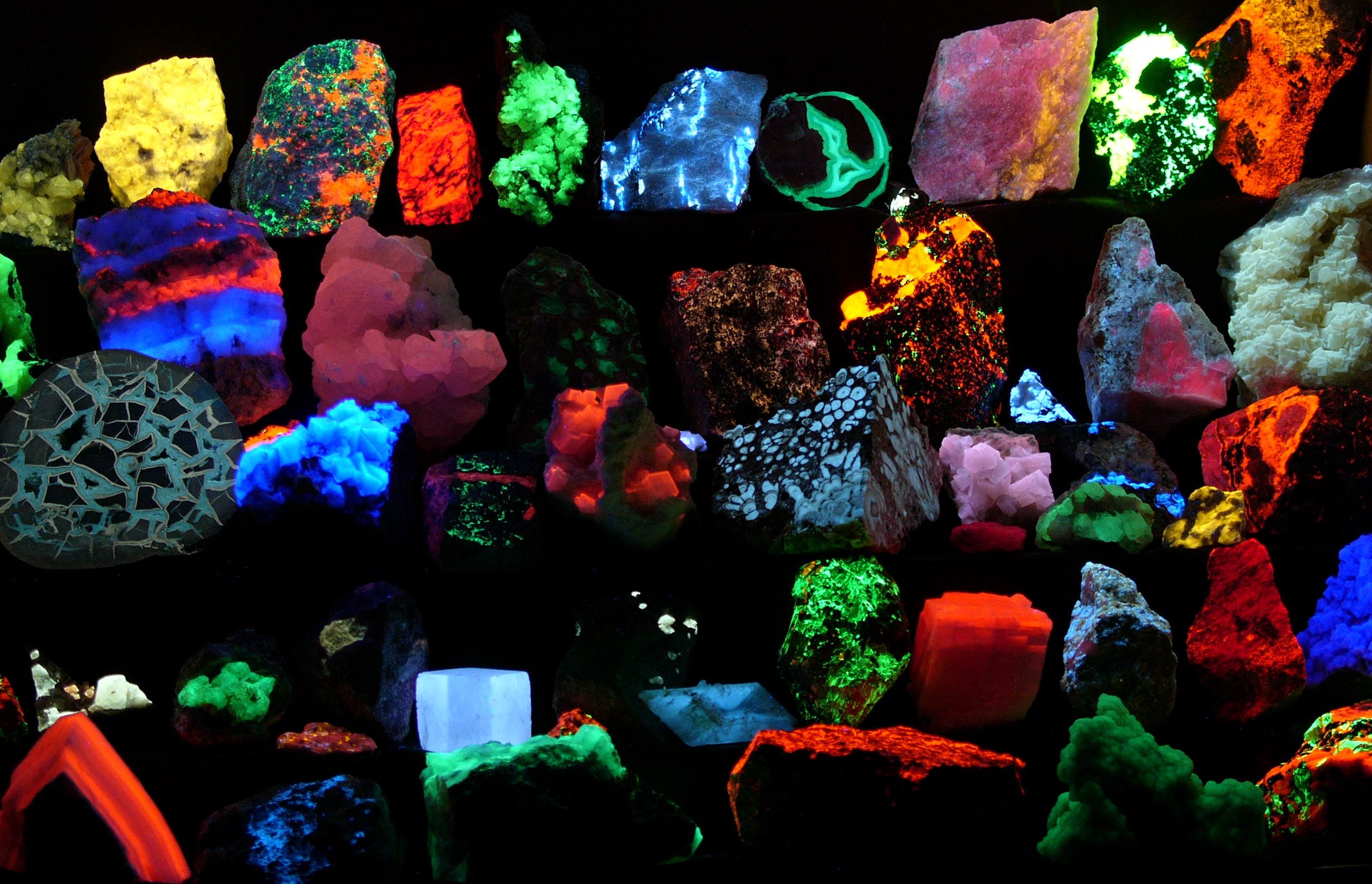
Các mẫu Huỳnh quang dưới các tia UV-A, UV-B và UV-C

Huỳnh quang là sự phát quang khi phân tử hấp thụ năng lượng dạng nhiệt (photon) hoặc dạng quang (photon).Ở trạng thái cơ bản So, phân tử hấp thụ năng lượng từ môi trường bên ngoài và chuyển thành năng lượng của các electron, nhận năng lượng các electron này sẽ chuyển lên mức năng lượng cao hơn, gọi là trạng thái kích thích S*, đây là một trạng thái không bền, do đó electron sẽ mau chóng nhường năng lượng dưới dạng nhiệt để về trạng thái kích thích nhưng năng lượng thấp hơn S*o, thời gian tồn tại của electron giữa mức năng lượng S*->S*o vào khoảng 10−9 đến 10−12 giây, sau khi về trạng thái kích thích S*o, electron lại một lần nữa phát năng lượng dưới dạng photon để về mức thấp hơn, hiện tượng này gọi là huỳnh quang phân tử. Cùng là hiện tượng nhận năng lượng từ môi trường ngoài sau đó phân tử phát xạ photon, nhưng cần phân biệt sự khác nhau giữa quang phổ huỳnh quang (fluorescence) với quang phổ lân quang (phosphorescence) và quang phổ phát xạ (emission). Sự khác biệt cơ bản giữa huỳnh quang và lân quang là thời gian tồn tại của electron ở trạng thái kích thích, ở huỳnh quang là rất thấp cỡ 10−9 giây, còn lân quang cỡ mili giây. Sự khác nhau cơ bản giữa phát xạ với huỳnh quang và lân quang là mức phát năng lượng để chuyển về trạng thái cơ bản, quang phổ phát xạ hấp thụ bao nhiêu năng lượng từ bên ngoài sẽ phát xạ bấy nhiêu dưới dạng photon để chuyển về trạng thái ban đầu, còn huỳnh quang và lân quang thì không, do quá trình phát xạ năng lượng của nó có 2 bước, bước 1 phát xạ dưới dạng nhiệt, bước 2 mới phát xạ photon, nên năng lượng photon khi phát xạ sẽ không thể tương đương năng lượng mà phân tử đã hấp thụ trước đó.